# Mathias Kring Niebuhr
Mathias Kring Niebuhr eller Mathias Niebuhr (født 21. marts 2000 i Vejle) er en dansk historiestuderende, vinder af DM i debat (2023) og politiker fra Socialdemokratiet, der i 2024 tillige er kandidat til europaparlamentsvalget.
I 2019 blev Mathias Niebuhr som 18-årig landets yngste vælgerforeningsformand ved at blive valgt som formand for Socialdemokratiets Partiforening i Vejle.
Han var formand for Socialdemokratiets Regnbuenetværk fra 2019 til 2022.
Kring Niebuhr er bosiddende i Valby i København.

## Opvækst og uddannelse
Mathias Kring Niebuhr er født og opvokset i Vejle. I sin folkeskoletid gik han på Hældagerskolen indtil 8. klasse efterfulgt af et år på Rønde Efterskole (2015-2016). Fra 2016 til 2019 gik han på Rødkilde Gymnasium hvorfra han tog studentereksamen fra gymnasiets internationale linje. Niebuhr var engageret i elevrådsarbejde i folkeskoleårene og var formand for elevrådene på såvel Hældagerskolen som Rønde Efterskole.

I 2022 blev Kring Niebuhr indskrevet ved historiestudiet på Københavns Universitet.

## Politisk engagement
Mathias Niebuhr blev medlem af Danmarks Socialdemokratiske Ungdom (DSU) i januar 2015, da han gik i 8. klasse, og blev senere samme år medlem af den lokale DSU-bestyrelse. Fra 2017 til 2019 var han formand for DSU i Vejle for så i foråret 2019 i en alder af 18 år at blive valgt som formand for Socialdemokratiets Partiforening i Vejle, den på det tidspunkt yngste partiforeningsformand i Danmark. Han bestred denne post i godt 2 år.
Niebuhr stod i efteråret 2019 som medstifter af Socialdemokratiets Regnbuenetværk sammen med bl.a. Mogens Jensen og Flemming Møller Mortensen og fungerede som netværkets formand i perioden 2019-2022.
I 2020, da sagen om Socialdemokratiets daværende næstformand, Frank Jensens, grænseoverskridende opførsel var på sit højeste, udtalte Mathias Niebuhr sin fulde støtte til den forurettede part DSU-formanden for København, Cecilie Sværke. Ligeledes i 2020 begyndte Mathias Niebuhr at arbejde for Danmarks Socialdemokratiske Ungdoms Landsforbund og flyttede følgelig til København og i efteråret 2021 blev han engageret som kampagneleder for Mogens Jensens folketingsvalgkamp. Samme efterår blev Niebuhr også valgt som næstformand i Socialdemokratiets partiforening i Hillerød, en post han bestred frem til 2023.
Niebuhr har aflagt besøg hos politiske søsterorganisationer i henholdsvis Norge, Spanien, Belgien, Færøerne og USA.

## Valget til Europaparlamentet 2024
I begyndelsen af 2023 meldte Mathias Kring Niebuhr sit kandidatur til europaparlamentsvalget det følgende år, og i maj 2023 blev han udpeget som Region Hovedstadens socialdemokratiske kandidat til valget.
Ved den endelig listesammensætning fik Niebuhr en placering som nr. 6 på Socialdemokratiets kandidatliste.

## Vinder af DM i debat 2023
Ved DM i debat 2023 deltog Kring Niebuhr som repræsentant for DSU og ved finalen under Folkemødet i Allinge i juni måned vandt han over Maria Ladegaard fra VU. Niebuhrs debatindlæg stillede bl.a. skarpt på klassekampen og om hvorvidt 'kultureliten' og overklassen egentlig forstår uligheden og skellet mellem land og by i Danmark?

## Diverse tillidsposter
Blandt tillidsposter Mathias Kring Niebuhr har varetaget kan nævnes:
- Medlem af RHE Elevforenings bestyrelse 2017 – 2018
- Medlem af Rønde Efterskoles bestyrelse 2020 –
- Distrikssekretær for DSU Nordsjælland 2021 – 2024
- Medlem af DSU's hovedbestyrelse 2021 – 2024
- Medlem af Socialdemokratiet i Region Hovedstadens forretningsudvalg 2022 –